# Fehlerkultur
Der Begriff Fehlerkultur bezeichnet die Art und Weise, wie einzelne Menschen, Gesellschaften, Kulturen und soziale Systeme mit Fehlern, Fehlerrisiken und Fehlerfolgen umgehen.

## Umgang mit Fehlern
Wo immer Menschen zusammenkommen und kooperieren, kristallisiert sich ein bestimmter Umgang mit Fehlern heraus. Folglich etabliert sich in allen Gesellschaften, Kulturen und sozialen Systemen eine bestimmte Fehlerkultur, eine Art und Weise, Fehler zu betrachten, zu bewerten und damit umzugehen. Die Diskussionen über den Umgang mit Fehlern konzentrierten sich bisher auf Schulen, Unternehmen, Non-Profit-Organisationen und die Justiz. Auch andere soziale Systeme wie Familien oder Freundescliquen verfügen über eine Fehlerkultur. Dennoch finden Betrachtungen dazu bislang primär in der Pädagogik und den Wirtschaftswissenschaften statt.
Den Forschern zum Thema Fehlerkultur geht es um einen konstruktiven Umgang: in der Schule um das Lernen aus Fehlern, in Unternehmen und Non-Profit-Organisationen um einen produktiven Umgang mit Fehlern und um das innovative Lernen. Das Spektrum optimalen Verhaltens reicht von der Fehlervermeidung und der Akzeptanz von Belehrungen bis hin zur Fehlerfreundlichkeit.
Eine Fehlerkultur hat ihre Bedeutung sowohl im Zusammenhang mit der Strafjustiz als auch im Qualitätsmanagement, Fehlermanagement, Risikomanagement, Ideenmanagement und Innovationsmanagement sowie in Diskussionen um die Lernende Organisation.

## Fehlerkultur und Fehlermanagement
Häufig werden die Begriffe Fehlerkultur und Fehlermanagement synonym verwendet. Richtigerweise ist jedoch zu unterscheiden: Während unter Fehlermanagement die gezielte Steuerung von Aktivitäten im Umgang mit Fehlern verstanden wird und damit Fehlermanagement das Einführen und Durchführen bestimmter Methoden benennt, bezeichnet Fehlerkultur die Art und Weise, wie eine Organisation mit Fehlern, Fehlerrisiken und Fehlerfolgen umgeht.
Die Fehlerkultur ist in der Nähe der Organisationskultur angesiedelt. Obschon sie zu den weichen Faktoren zählt, hat sie maßgeblichen und direkten Einfluss auf harte Faktoren wie Qualitätsstandards, Innovationspotenzial, Produktivität sowie die Wettbewerbsfähigkeit einer Organisation. Denn die Art und Weise, wie Fehler betrachtet und bewertet werden und wie damit im Alltag umgegangen wird, wirkt zentral auf die Leistungsfähigkeit des Unternehmens.

## Anfänge
Seit Anbeginn der Menschheitsgeschichte sind Menschen mit Fehlern konfrontiert: Sie machen Fehler, sie erkennen Fehler und sie lernen aus Fehlern. Philosophische Zitate früherer Jahrtausende geben Einblick in die rationale Beschäftigung mit Fehlern und den Austausch über den richtigen Umgang: Das 3000 Jahre alte I Ging gibt Auskunft über wahres und falsches Handeln, und Konfuzius hält fest: „Wer einen Fehler gemacht hat und ihn nicht korrigiert, begeht einen zweiten.“
„Irren ist menschlich“ stellt Seneca fest, Horaz mahnt: „In Fehler führt uns die Flucht vor Fehlern“, und Cicero hält fest: „Jeder Mensch kann irren, aber nur Dummköpfe verharren im Irrtum.“
Auch die analytische Beschäftigung mit dem Fehler verfügt über eine lange Tradition. Überliefert sind die Überlegungen von Aristoteles, der zwischen Unglück, Fehler und schlechtem Tun unterscheidet: Ein Unglück oder Unfall (griechisch atuchêma) geschieht unvorhersehbar und ohne böse Absicht. Im Unterschied dazu ist ein Fehler (hamartêma) zwar vorhersehbar, beruht aber keineswegs auf übler Absicht. Eine böse Tat (adikêma) hingegen ist sowohl vorhersehbar in ihren negativen Folgen als auch ein Ausdruck schlechter Absichten.

## Fehlerkultur in der Strafjustiz
Eine Vielzahl von juristischen Fehlurteilen, Justizirrtümern und Skandalen in der Strafjustiz haben das Augenmerk auf dabei zu Tage getretene menschliche oder systemimmanente Fehler gelenkt. Bekannte Fälle sind in der Liste von Justizirrtümern in der deutschen Rechtsprechung aufgeführt. Gelistet wurden auch kontroverse Fälle, in denen ein Fehlurteil nicht offiziell bestätigt wurde, an der Richtigkeit des Urteils jedoch durch Experten in der Öffentlichkeit erhebliche Zweifel geäußert wurden. Dadurch wurde die Notwendigkeit einer Fehlerkultur in der Justiz erkannt. Gefordert wurde immer wieder die Beseitigung von Systemfehlen sowie die Minimierung der Einflüsse von menschlichen Fehlern.

## Fehlerkultur in der Wissenschaft
Am Beginn des 20. Jahrhunderts wurden die wissenschaftlichen Diskurse zum Fehler und dem Umgang mit Fehlern intensiviert: Die Pädagogen Hermann Weimer und Arthur Kießling begannen die Psychologie des Fehlers zu ergründen, der Analytiker Sigmund Freud die Fehlleistungen des Unbewussten, Techniker beschäftigten sich mit Materialfehlern und Messfehlern und die Arbeits- und Organisationspsychologen mit Fehlern und Fehlervermeidung rund um das Thema Arbeitssicherheit. Auch die Gestaltpsychologie und die Kommunikationstheorie sowie die Linguistik (z. B. Benjamin Whorf) befassten sich mit der Fehlerverursachung.
Doch erst in der 2. Hälfte des vorigen Jahrhunderts wurde der Kulturbegriff als analytische Kategorie in die wissenschaftliche Beschäftigung mit dem Thema Fehler eingeführt, vor allem durch die Veröffentlichungen von Mary Douglas und Aaron Wildavsky, die verschiedene kulturelle Stile im Umgang mit Fehlern und Risiken beschrieben. Auch zwischen verschiedenen wissenschaftlichen Disziplinen zeichneten sich sozialisations- und traditionsbedingt unterschiedliche Herangehensweisen an das Fehlergeschehen ab. Die Expertenkulturen entwickeln mentale Modelle und sprachliche Codes im Umgang mit Fehlern und der Norm der Fehlerfreiheit. Auch nationale Kulturen erweisen sich – bis tief hinein in ihre „Weltbilder“ und Handlungsmuster – als unterschiedlich tolerant gegenüber Fehlern und Risiken. Schließlich entwickeln auch politische Bewegungen – z. B. die Ökologiebewegung der 1980er-Jahre – diesbezüglich ihre eigenen Bewertungen und Normen.
Als bedeutsam erwies sich dieser Forschungsstrang angesichts der Atomreaktorunfälle von Three Mile Island und Tschernobyl. Er fand zunehmendes Gehör. Martin Weingardt benennt die Beinahe-Katastrophe als Beginn der interdisziplinären Forschung: „Hinsichtlich der wissenschaftlichen Fehlerforschung war eine solche ‚Geburtsstunde‘ vermutlich der 7. Juli 1980. An diesem Tag versammelte sich in Columbia Falls im US-Bundesstaat Maine eine internationale Gruppe von 18 Wissenschaftlern aus Bereichen der Ingenieurwissenschaften, der Neurologie, der Sozialwissenschaften und vor allem der Psychologie. Anlass dieser Konferenz war der am 28. März desselben Jahres geschehene Reaktorunfall in Block 2 des Kernkraftwerks Three Mile Island bei Harrisburg.“

## Betriebswirtschaftliche Bedeutung
In den 1970er-Jahren erhält ein produktiver Umgang mit Fehlern und innovativem Lernen nicht nur in pädagogischen Diskursen, sondern auch im Wirtschaftsleben eine neue Bedeutung: Lernen verändert sich zunehmend weg vom adaptiven Anpassen an aktuelle Anforderungen hin zum Bewältigen neuer und unbekannter Herausforderungen.
In den 1990er-Jahren wird die Beschäftigung mit innovativem Lernen und der Lernenden Organisation zum Managementthema. Insbesondere der überragende Erfolg ostasiatischer Unternehmen und der in Japan gelebten Fehlerkultur erzwingt eine kritische Überprüfung der in westlichen Unternehmen praktizierten Fehlerstrategien. Während seit Beginn der Industrialisierung der Fokus in westlichen Ländern vor allem auf Fehlervermeidung gelegt wurde, erlangen nun Begriffe wie Fehleroffenheit, Fehlertoleranz und Fehlerfreundlichkeit an Relevanz. Erstmals werden produktive Fehlerstrategien als zentraler Wettbewerbsfaktor wahrgenommen; Gruppendruck und Konformität werden hingegen als kritische fehlerbegünstigende Faktoren entdeckt (z. B. im Fall von Three Mile Island).
Im Zuge der Finanzkrise 2008/2009 erhält das Thema Fehlerkultur eine neue Bedeutung durch die Erkenntnis, dass nicht nur bei technischen Problemen, sondern auch bei Finanzentscheidungen ausbildungs- oder anreizbedingte kollektive blinde Flecken, Glaubenssätze, Selbsttäuschungs- und Verblendungsprozesse zu einer Häufung und Verkettung von Handlungsfehlern führen können.

## Forschungsergebnisse
Obschon sich eine Vielzahl von Forschungsarbeiten mit dem Thema Lernen aus Fehlern beschäftigt, widmen sich nur wenige Wissenschaftler der Analyse von Fehlerkulturen. Im deutschsprachigen Raum sind das u. a. die Pädagogen Fritz Oser, Maria Spychiger u. a. an der Universität Fribourg (Fehlerwelten. Vom Fehlermachen und Lernen aus Fehlern), Martin Weingardt, Erziehungswissenschaftler an der Pädagogischen Hochschule Ludwigsburg (Fehler zeichnen uns aus), Michael Frese, Psychologe an der Leuphana Universität Lüneburg und der Asia School of Management, sowie Christoph Seckler, Wirtschaftswissenschaftler an der ESCP Business School.
Forschungsergebnisse zu den Konsequenzen einer Fehlermanagementkultur zeigen, dass eine Fehlermanagementkultur die Leistung einer Firma positiv beeinflusst.
Es zeigen sich zudem positive Effekt sowohl bei der Zielerreichung, der Überlebensfähigkeit von Firmen sowie bei der Kapitalrendite. Die Verbesserung der Fehlermanagementkultur um eine Standardabweichung wird mit der Verbesserung der Firmenprofitabilität um ca. 19–23 Prozent in Zusammenhang gebracht. Als Gründe für den Zusammenhang werden vor allem ein besseres organisationales Lernen, höhere Innovationskraft sowie verbesserte Qualität der Produkte und Leistungen angenommen.
Eine individuelle Fehlermanagementorientierung wird als wichtige Basis für die Entwicklung einer Fehlermanagementkultur angenommen. Eine Fehlermanagementorientierung ist dabei durch folgende Facetten charakterisiert: Fehlerantizipation, Fehlerkompetenz, Fehlerlernen, Fehlerkommunikation und Fehlerrisikobereitschaft.

## Unterschiedliche Fehlerstrategien
Forscher und Praktiker stimmen überein, dass eine produktive Fehlerkultur die Basis für bessere Erfolge bildet. Doch wie der ideale Umgang mit Fehlern zu erfolgen habe und welche Fehlerstrategien Umsetzung finden sollen, darüber gibt es kontroverse Ansichten:
- Pädagogen bezeichnen mit einer konstruktiven Fehlerkultur einerseits ein positives Klima, in dem die Angst vorm Fehlermachen abgebaut wird und andererseits das Lernen aus Fehlern stattfindet.[11]
- Qualitätsmanager verstehen unter einer optimalen Fehlerkultur vor allem Fehlervermeidung – bis hin zu Null-Fehler-Programmen.[12] Sie wollen möglichst hohe Qualität gewährleisten und die Fehlerkosten (Ausschuss, Nacharbeiten, Reklamationsbearbeitung, Wiedergutmachungskosten, Imageschäden) minimieren.
- Innovationsmanager streben nach Neuerungen und betrachten Fehler nicht nur als unvermeidbare Begleiterscheinung bei Entwicklungsprozessen, sondern als Chance. Darum treten sie für eine starke Fehlerfreundlichkeit ein und würdigen das produktive Potenzial des Fehlers.
- Vertreter der Lernenden Organisation sprechen von Fehleroffenheit und innovativem Lernen. Sie streben eine generelle Verbesserung der organisationalen Wissensbasis ebenso an wie eine Stärkung der kollektiven Problemlösungs- und Handlungskompetenz.

Eine produktive Fehlerkultur integriert die scheinbar kontroversen Fehlerstrategien Fehlerfreundlichkeit und Fehlervermeidung. Die Fehlerkompetenz der Organisationsmitglieder gewährleistet, dass je nach Situation die adäquate Fehlerstrategie ergriffen wird.
Das hebt auch Weingardt hervor: „Zukunftsfähige Unternehmen zeichnen sich durch Unternehmenskulturen sowie Mitarbeiter und Mitarbeiter mit einer professionell verwirklichten ‚Fehlerkompetenz‘ aus. Diese Fehlerkompetenz besteht darin, dass ein Bündel von Fehlerstrategien zur Verfügung steht, das funktions- und kontextspezifisch gezielt eingesetzt wird, und bei dem die Fähigkeit zur Freisetzung von ‚Wertschöpfung‘ des positiven Fehlerpotenzials im Mittelpunkt steht.“

## Trivia
Das Museum of Failure soll die Relevanz gescheiterter Produkte und Technologien für Innovation und Fortschritt hervorheben. Die Wanderausstellung war hierzu bereits in Asien, Europa und Nordamerika ausgestellt.